# دالة التكامل اللوغاريتمي

تمثيل دالة التكامل اللوغاريتمي

في الرياضيات، دالة التكامل اللوغاريتمي (بالإنجليزية: Logarithmic integral function)‏ أو اللوغاريتم التكاملي {\displaystyle \operatorname {li} (x)} هي دالة خاصة. إنها ذات صلة بمشاكل الفيزياء ولها أهمية في نظرية الأعداد. على وجه الخصوص، وفقًا لمبرهنة سيغل-فالفيش [الإنجليزية]، يعتبر هذا تقريبًا جيدًا للدالة المعدة للأعداد الأولية، التي هي معرفة على أنها عدد الأعداد الأولية أقل من أو تساوي قيمة معينة {\displaystyle x}.

## التمثيل التكاملي
التكامل اللوغاريتمي له تمثيل تكاملي المعرفة على جميع الأعداد الحقيقية الموجبة مع x ≠1 من قبل التكامل المحدد.
{\displaystyle \operatorname {li} (x)=\int _{0}^{x}{\frac {dt}{\ln t}}~.}
هنا، يشير ln إلى اللوغاريتم الطبيعي . الدالة 1/ln(t) لها نقطة تفرد عند t =1 ، والتكامل من أجل x  > 1  يجب أن تفسر على أنها قيمة رئيسية لكوشي.
{\displaystyle \operatorname {li} (x)=\lim _{\varepsilon \to 0+}\left(\int _{0}^{1-\varepsilon }{\frac {dt}{\ln t}}+\int _{1+\varepsilon }^{x}{\frac {dt}{\ln t}}\right)~.}

## التكامل اللوغاريتمي لأويلر
يتم تعريف التكامل اللوغاريتمي لأويلر كما يلي:
{\displaystyle \operatorname {Li} (x)=\operatorname {li} (x)-\operatorname {li} (2)\,}
يمكن تمثيله على شكل التكامل:
{\displaystyle \operatorname {Li} (x)=\int _{2}^{x}{\frac {dt}{\ln t}}\,}
على هذا النحو، فإن تمثيل التكامل له ميزة تجنب التفرد في مجال المكاملة.

## القيم الخاصة
الدالة li(x) لها جذر موجب؛ تنعدم عند
x ≈ 1.45136 92348 83381 05028 39684 85892 02744 94930...
؛ يُعرف هذا العدد باسم ثابت رامانوجان-سولدنر (بالإنجليزية: Ramanujan–Soldner constant)‏.
−Li(0) = li(2) ≈ 1.045163 780117 492784 844588 889194 613136 522615 578151...
تمثل القيمة السابقة: {\displaystyle -(\Gamma \left(0,-\ln 2\right)+i\,\pi )}، حيث {\displaystyle \Gamma \left(a,x\right)} هي دالة غاما غير كاملة [الإنجليزية]؛ تُعرف هذه القيمة بقيمة كوشي الرئيسية للدالة.

## تمثيله على شكل متسلسلة
{\displaystyle \operatorname {li} (x)=\gamma +\ln \ln x+{\sqrt {x}}\sum _{n=1}^{\infty }{\frac {(-1)^{n-1}(\ln x)^{n}}{n!\,2^{n-1}}}\sum _{k=0}^{\lfloor (n-1)/2\rfloor }{\frac {1}{2k+1}}.}
حيث γ ≈ 0.57721 56649 01532 هي ثابتة أويلر-ماسكيروني.

## أهميتها في نظرية الأعداد
تعتبر دالة التكامل اللوغاريتمي مهمة في نظرية الأعداد، حيث تظهر في تقديرات عدد الأعداد الأولية أقل من قيمة معينة. على سبيل المثال، تنص مبرهنة الأعداد الأولية على أن دالة التكامل اللوغاريتمي لأويلر تشبه الدالة المعدة للأعداد الأولية، بتعبير رياضي:
{\displaystyle \pi (x)\sim \operatorname {Li} (x)}
حيث تشير {\displaystyle \pi (x)} إلى عدد الأعداد الأولية الأصغر من أو يساوي {\displaystyle x} وليس لديها أي صلة مع العدد π.